# Sierra de los Padres
Sierra de los Padres es una localidad del partido de General Pueyrredón, provincia de Buenos Aires, Argentina. 

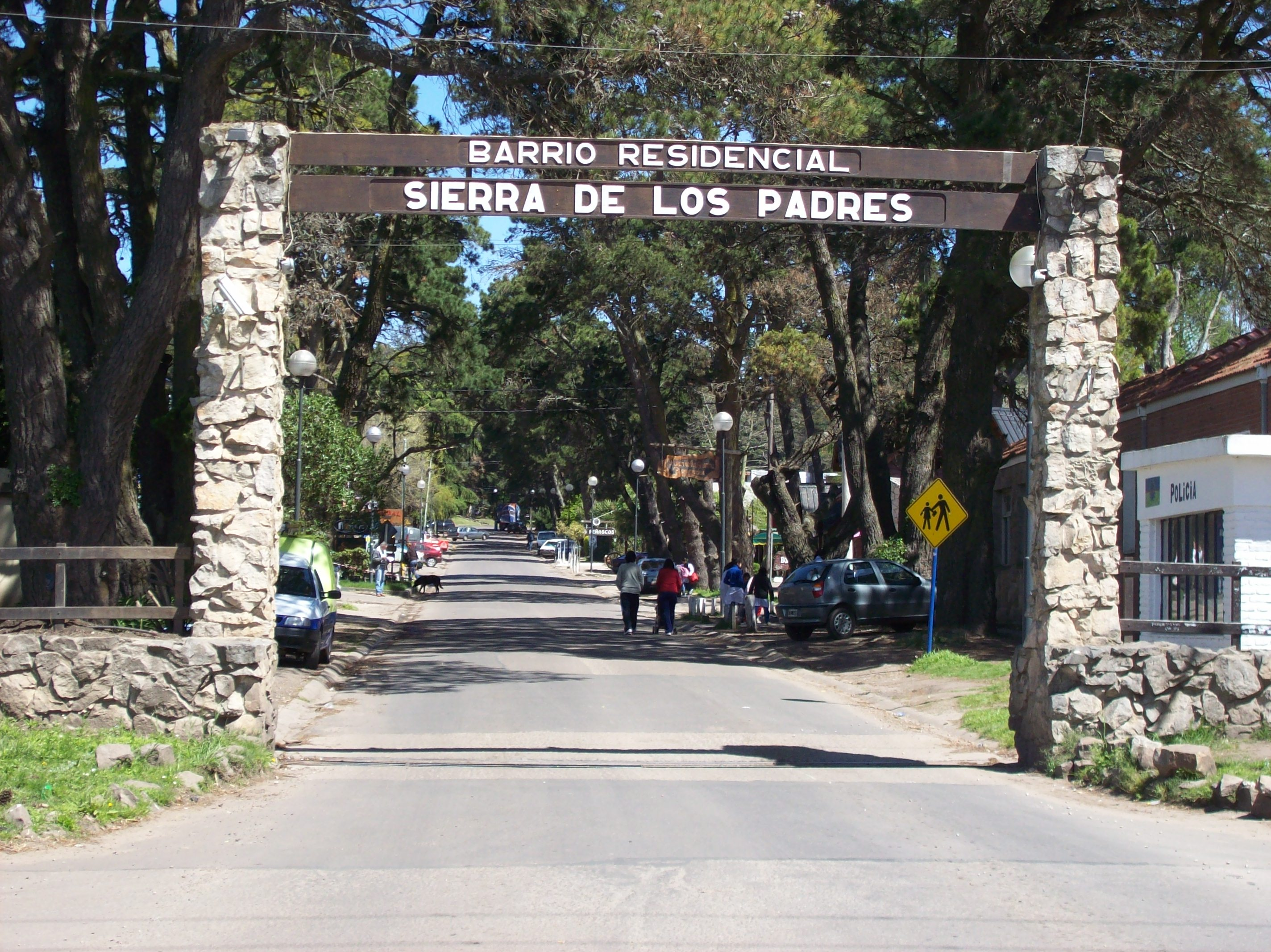

## Población

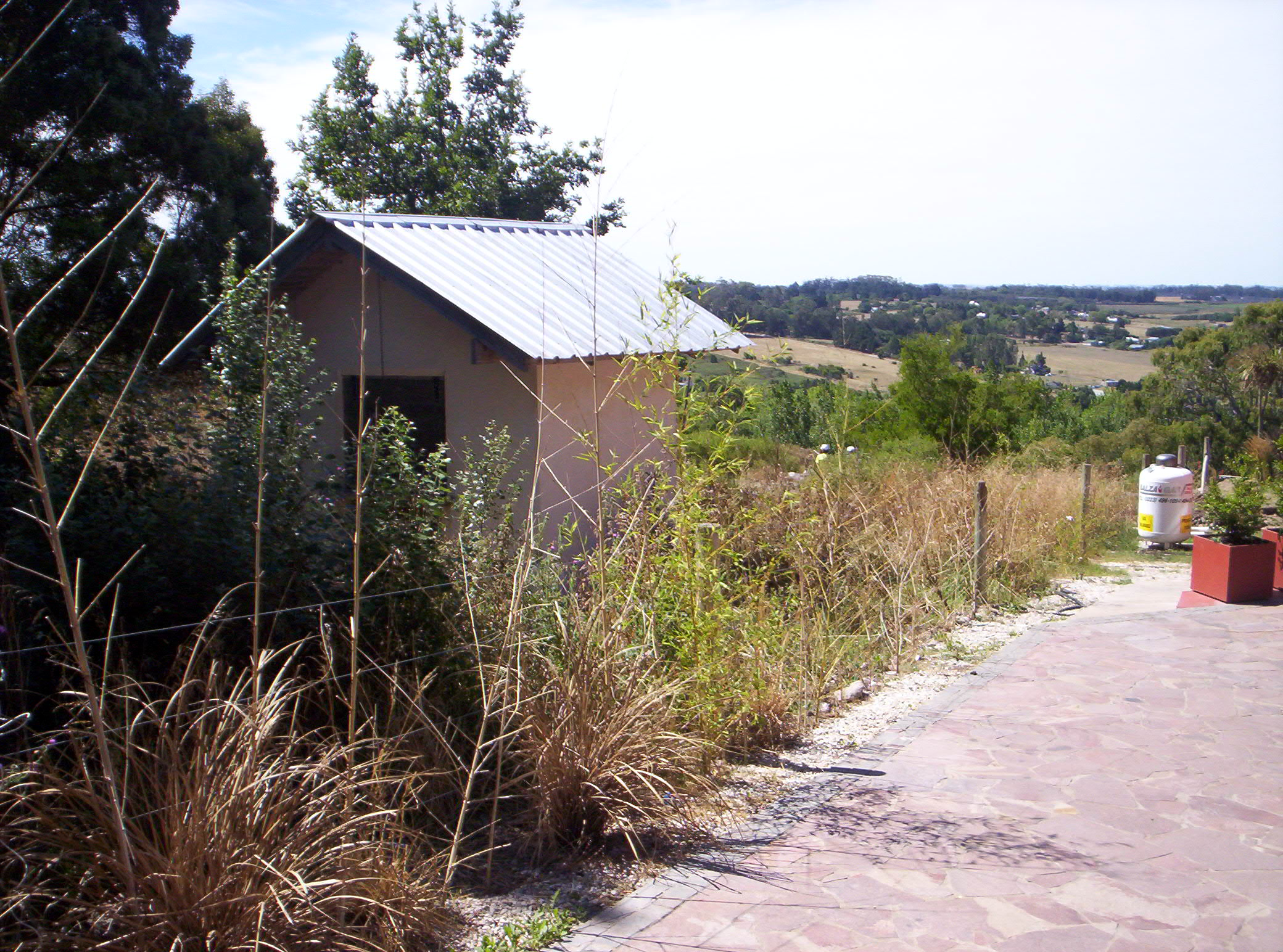
Urbanización en la Sierra.

Cuenta con 4,249 habitantes (Indec, 2010), lo que representa un gran incremento del 429% frente a los 803 habitantes (Indec, 2001) del censo anterior. Durante el verano la población estable se incrementa varias veces merced a los numerosos visitantes que poseen sus casas de vacaciones en la localidad. De todas maneras, la zona crece de forma constante en población estable y nativa, que le va entregando a la zona una identidad cada vez más fuerte de sus propios habitantes.
Un boom edilicio se verificó a partir de la década de 2010 gracias a muchas construcciones residenciales y comerciales nuevas. En la época de veraneo puede duplicarse e incluso triplicarse dicha cifra. A las edificaciones existentes se han agregado tres nuevos grandes centros comerciales de categoría, que han cambiado la fisonomía urbana de la localidad. Nuevos centros comerciales y viviendas se agregan permanentemente.
| Gráfica de evolución demográfica de Sierra de los Padres entre 1991 y 2010 |
|                                                                            |
| Fuentes: INDEC                                                             |

## Historia
El 3 de noviembre de 1746, los padres jesuitas José Cardiel, Tomás Falkner, Matías Strobel, Gerónimo Rejón y Manuel Querini llegan a la "Laguna de las Cabrillas" (hoy Laguna de los Padres) y fundan la "Misión de Nuestra Señora del Pilar del Volcán", detalle toponímico por el cordón montañoso de Tandilia, que pasa por Balcarce, continúa en la Sierra de los Padres y se interna en el Mar Argentino en Cabo Corrientes. Hallaron la zona poblada por pueblos originarios de diversas etnias, llamados pampas o serranos, comandados por el cacique Cangapol. El cacique Cangapol era quien más combatía a la Misión, que contaba con gran cantidad de toldos. Los indios reclamaban yerba, tabaco y géneros, y al no conseguirlos acrecentaba los ataques, lo que llevó al despoblamiento de la misma en 1751.
En ese mismo año los jesuitas abandonan la misión. Durante esos años dejaron documentados usos, costumbres y lenguas aborígenes que recopilaron luego el P. J. Labrador y Guillermo Furlong.
En 1826 se crea la "Estancia Laguna de los Padres". Alí se instala, siendo un niño, José Hernández, el creador del Martín Fierro, permaneciendo con su padre más de una década, deduciéndose que partes de la obra máxima de la literatura tradicional argentina se gestaron allí.
El Barrio Residencial o Ciudad jardín fue creada el 6 de enero de 1950 por la firma ALFRANCO, cuyos titulares y visionarios fueron los hermanos Cobos y Roberto Bonzo.

## Geología
Las Sierras de los Padres forman parte de una de las formaciones geológicas más antiguas de la Tierra, con un origen entre los 1.500 y 2.200 millones de años, durante el Proterozoico. Pertenecen a la Sección de las Sierras de Balcarce del Sistema de Tandilia, donde afloran rocas sedimentarias paleozoicas (como ortocuarcitas, mejor conocidas como piedra Mar del Plata), en las cuales se pueden observar abundantes icnofósiles de invertebrados marinos.
Los procesos erosivos dieron lugar a grutas y cuevas y permitieron observar hoy en día su característica forma de meseta en sus cumbres. Debido a las diferencias de pendiente, al microrrelieve creado por las rocas y a particulares microclimas generados en las distintas zonas de las sierras, al pastizal característico de la región se agregaron cardos, pajas, arbustos y helechos. Así, las sierras albergan una importante diversidad biológica y constituyen el hábitat de numerosas especies de animales y plantas.
La geografía de la localidad es sumamente atractiva debido a la forma particular de trazado de las calles que siguen aproximadamente los accidentes del terreno, proporcionando vistas hermosas a colinas y valles.

## Instituciones

### Sociedad de Vecinos de Sierra de los Padres
Fue fundada en 1960 por iniciativa de los primeros pobladores y la empresa urbanizadora. Fue uno de los primeros proyectos del Barrio Residencial, estilo arquitectónico de la época. 
La institución gestiona ante el municipio, la provincia o la nación beneficios para mejorar la calidad de vida de todos los serranos.La Sociedad mantiene los espacios públicos del barrio, la plaza Roberto Natalio Bonzo, plazoleta Manuel Belgrano, jardines de acceso al barrio y sitios verdes públicos. La institución desde el año 2022 creó la Mesa de Gestión y Participación Barrial donde se congregan todas las instituciones barriales periódicamente para trabajar todos juntos , unidos en la búsqueda del bien propio y la mejora barrial. La institución realiza actividades culturales, educativas y recreativas. En la actualidad cuenta con más 500 socios.Es dirigida por una Comisión Directiva y cuenta con varias subcomisiones que enriquecen la vida institucional, cómo son la subcomisión de seguridad, cultura, medio ambiente y reserva forestal.

### Cooperativa de Servicios de Agua
Domiciliada en Fabián y Elina. Provee de agua potable proveniente del acuífero local a todos los residentes del barrio. El agua de origen fósil está considerada como de excelente calidad. El edificio administrativo se encuentra ubicado en la parte más alta de la sierra. Para la provisión dispone de dos bombas de alta capacidad y de dos cisternas de un millón de litros cada una. Debido al incremento de la demanda se ha estado renovando toda la red y se ha encarado una nueva perforación y la construcción de una cisterna nueva.

### Comisaría 14.ª
Depende de la Jefatura Departamental de Mar del Plata. 
Fundada el 25 de mayo de 1964 como un destacamento, la jurisdicción es de 54.000 ha. Tiene cuatro móviles y 25 policías. En 2006 el Foro de Seguridad de la zona logró que la misma pase de Subcomisaría al estamento actual.

### Iglesia parroquial de Nuestra Señora del Pilar
Templo dedicado a la Virgen del Pilar en el triángulo de las calles Daniela, Eva y Domingo. Desde diciembre de 1996, la Capilla es Parroquia (decisión del obispo de Mar del Plata).  la dirección de la parroquia es calle Eva n°460 CP7601 Mar del Plata, tel: 0223 / 463-0025. los horarios de secretaría son los martes y jueves de 16hs a 18hs (de diciembre a febrero de 17hs a 19hs). La misa se celebra los sábados a las 18hs (de diciembre a febrero a las 19hs) y los domingos a las 11hs. La Reducción Jesuítica es una de las capillas de la parroquia, que se encuentra en la cercana Laguna de Los Padres: contiene una reconstrucción histórica de una capilla, chozas y un museo recordando la misión de los padres jesuitas y de las poblaciones indígenas de la zona, allí se encuentra en la reserva natural y parque municipal de la Laguna de los Padres y se puede visitar todos los días a partir de las 10hs a 17hs.  Allí se celebra la misa los domingos a las 16:30 casi durante todo el año (de diciembre a febrero a las 18hs), también se puede solicitar para bautismo y casamiento en esta capilla que se destaca por el marco natural que la rodea.

### Bomberos Voluntarios
En el verano de 1975 se produjo un gran incendio forestal en la zona. Así nació un "Cuerpo de lucha contra el Fuego", luego Sociedad de Bomberos Voluntarios de Sierra de los Padres, el 9 de octubre de 1977. Cuenta con 4 autobombas, una unidad de rescate, una pick up de ataque forestal rápido, una unidad de apoyo logístico, una ambulancia totalmente equipada, embarcaciones y un cuatriciclo para patrullajes de prevención.  El Cuartel tiene 73 bomberos y bomberas, 12 aspirantes y 11 cadetes. Jurisdicción: 60.000 ha, 40.000 hab., trabajo voluntario y gratuito, único cuartel de este tipo del Partido de Gral. Pueyrredón. Es dirigida por un Consejo Directivo.

### Reserva Integral MunicipalLaguna de los Padres
El área fue declarada "Reserva Natural" por el Decreto Provincial N°469 en el 2011. En 2016, por ley provincial se la denomina "Reserva Natural Municipal de Objeto Definido Educativo Laguna de Los Padres". La reserva ocupa 687 hectáreas, de las cuales casi la mitad (319 ha) corresponden a la laguna. Está dividida en tres sectores de acuerdo al acceso al público: intangible (zona sin acceso), de conservación (acceso peatonal) y de usos intensivos (donde se permiten actividades recreativas).

### Club Rural, Social y Deportivo Colinas Verdes
Fundado en 1966, en el barrio Colinas Verdes, es uno de los clubes pioneros de la zona. Si bien nunca logró consolidar ninguna actividad deportiva federada, si construyó su sede social en donde se realizaron grandes bailes y eventos sociales de gran envergadura.

### Asociación Civil, Cultural y Deportiva Club Brown de Sierra de los Padres
Fundado el 2 de octubre de 2021 se erigió como una institución social y deportiva y en tan pocos años se consolidó con su primera actividad de fútbol. Convoca a todos los sectores de la comunidad y actualmente Brown se encuentra afiliado a la Liga Marplatense de Fútbol y con ese hecho se constituyó en el primer club de origen serrano en tener una actividad deportiva federada. El municipio le otorgó un predio en el barrio El Paraíso y a su vez hicieron un convenio con el Sindicato de Obras Sanitarias para utilizar las instalaciones para entrenamiento. .

### Cancha de Footgolf
Desde 2018 funciona la Primera Cancha exclusiva de Footgolf. Homologada por la Asociación Argentina de Footgolf (AAFG), en el Complejo La Serranita. Se accede por Ruta 226 km 24,5, junto al barrio Colinas Verdes.
Al pie de las Sierras el complejo ofrece 200 hectáreas para la recreación en convivencia con la naturaleza. Cabañas, campamentos educativos, eventos empresariales, salón de fiestas, canchas de tenis, vóley, futbol, bochas y hasta un parque saludable lo convierten en una experiencia elegida por las familias.
Las actividades de trekking y senderismo se realizan con la seguridad de un equipo de profesionales capacitados. Mountainbike para turismo rural, circuito de running rural son algunas de las alterativas de TURISMO SALUDABLE que ofrece La Serranita. (Consultas 2234667601).

### Club Deportivo Laguna de los Padres
Una institución que tuvo muchos altibajos. Su principal actividad siempre fue el fútbol, pero no pudo nunca ingresar a los torneos organizados por la Liga oficial. Tuvo grandes equipos que jugaron los torneos barriales de la zona y torneos no oficiales. Cuenta con un predio de aproximadamente 7 hectáreas en donde se emplaza una cancha de 11 y otra de 9, además de una sede social con un tinglado para realizar actividades deportivas en ambiente cerrado.

### Sierra de los Padres Golf Club
El Sierra de los Padres Golf Club está ubicado a 16 km de Mar del Plata, enmarcado en el paisaje serrano que le da su nombre. Su primer profesional fue Roberto De Vicenzo.
El club fue fundado por jugadores de golf del Club Los Troncos el 13 de agosto de 1959. La cancha existía desde 1955, diseñada originalmente por el ingeniero Luther Koontz, y construida por Alfranco S.A., empresa encargada de la urbanización de Sierra de los Padres.
El campo de juego se encuentra al pie de la sierra. Consta de 18 hoyos con un recorrido de 6375 metros para caballeros y 5738 metros para damas, con un par 71 para caballeros y 73 para damas. En él se llevan a cabo por lo menos tres torneos por semana abiertos para jugadores con hándicap Nacional.
Presenta colorida vegetación y un paisaje con sierras de fondo. La fauna también es propia del lugar, con una gran cantidad de especies de aves que habitan allí y otros animales serranos.

### Instituciones educativas
En Sierra de los Padres hay colegios para todos los niveles educativos: La Escuela N.º 49 (primaria), la Escuela Media Nº13 (secundaria), el Jardín Municipal N.º 7 (de infantes) y la Escuela de Adultos N.º 743. Todas públicas y gratuitos.

## Esparcimiento

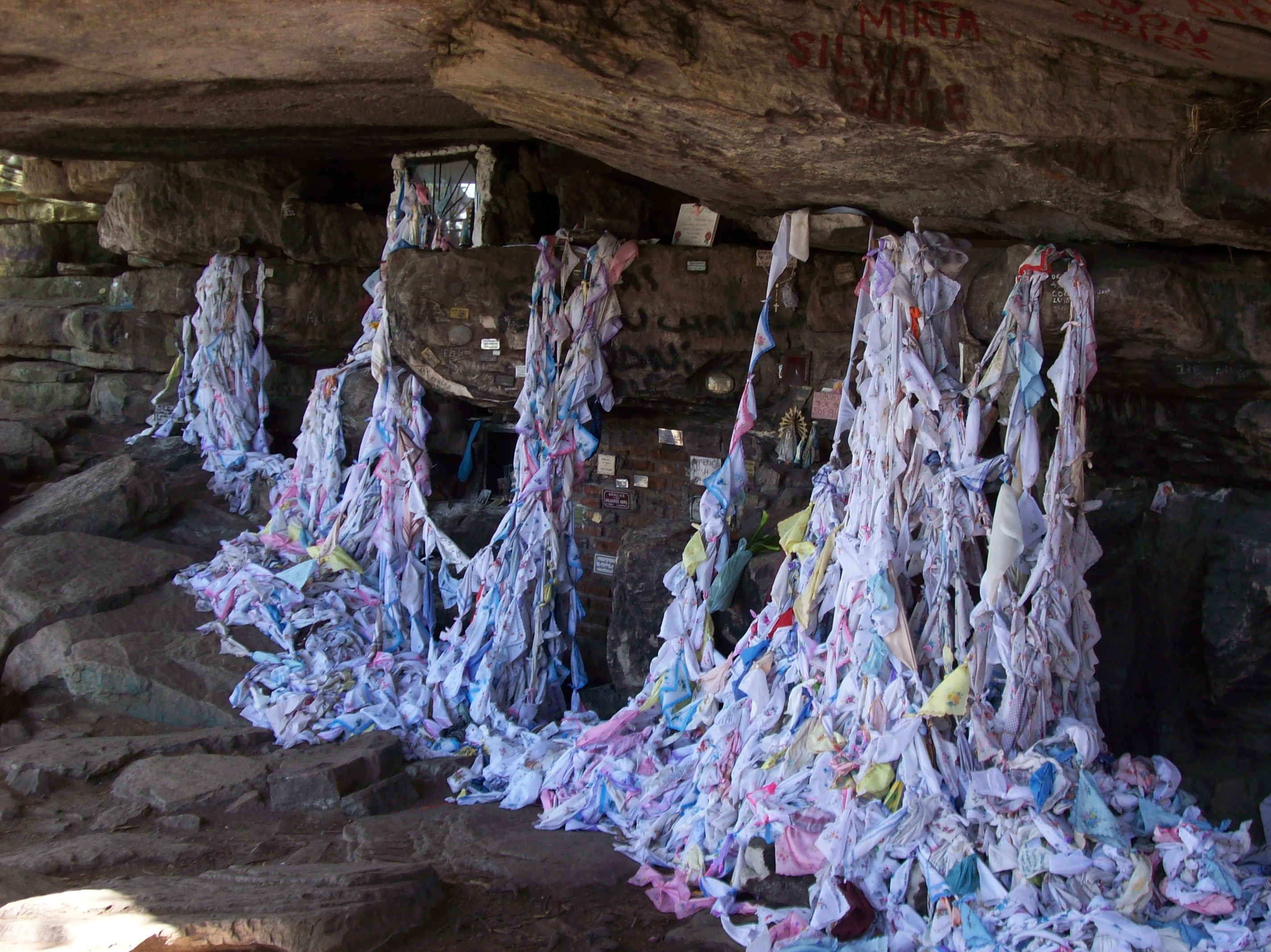
Promesas plasmadas en pañuelos de los devotos en la gruta.

- Milagrosa Gruta de los Pañuelos (los promesantes dejan pañuelos atados).
- Peñón de Santillán: mole aislada.
- Cabalgatas por los caminos de tierra.
- Remar en la laguna.
- Hosteles de categoría.Camino de acceso a Sierra de los Padres.
- Cámpines y Recreos.

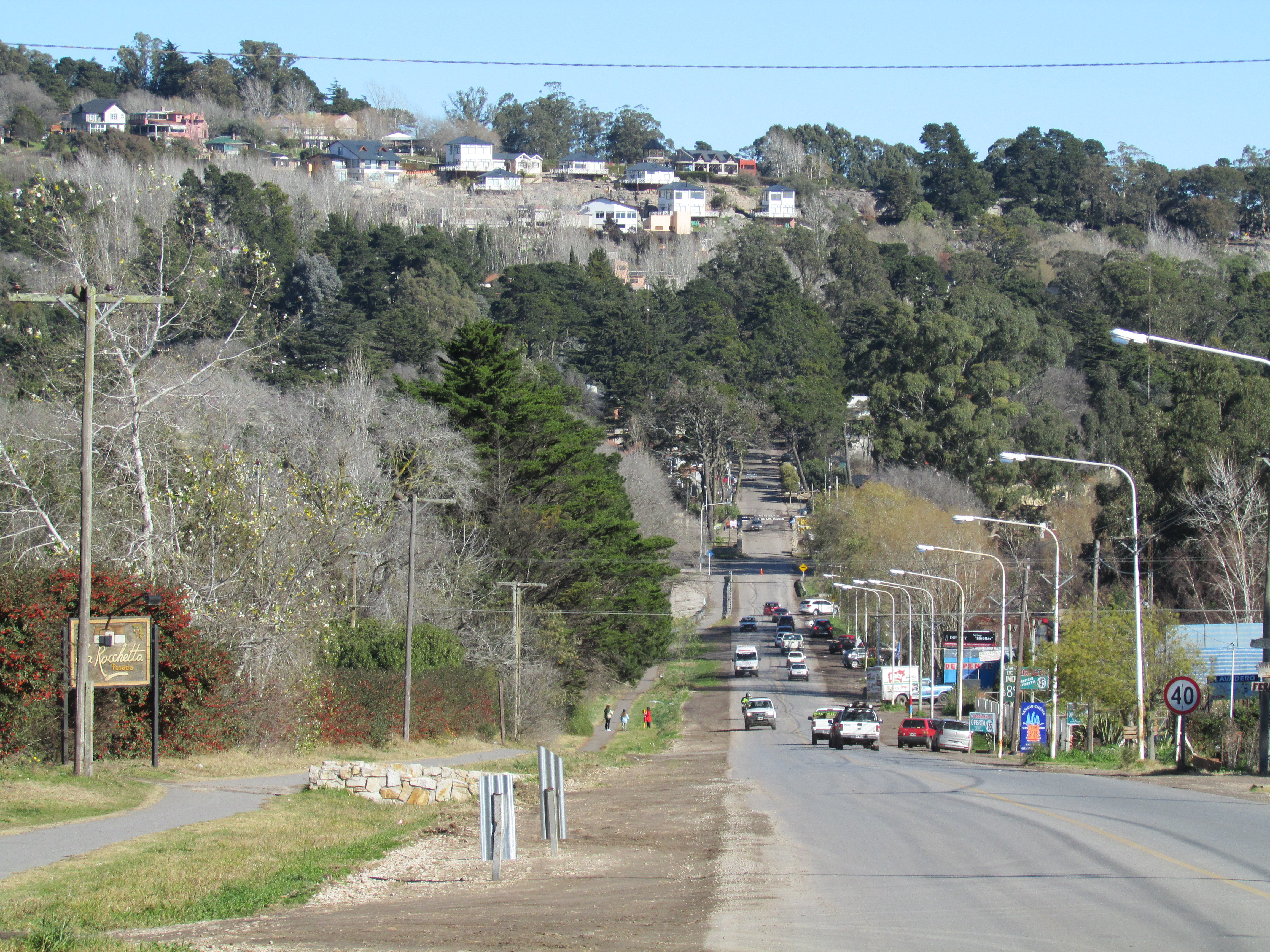
Camino de acceso a Sierra de los Padres.

- Reserva Natural Paititi, Miembro de la Red Argentina de la Red de Reservas Privadas.

- Laguna de los Padres.

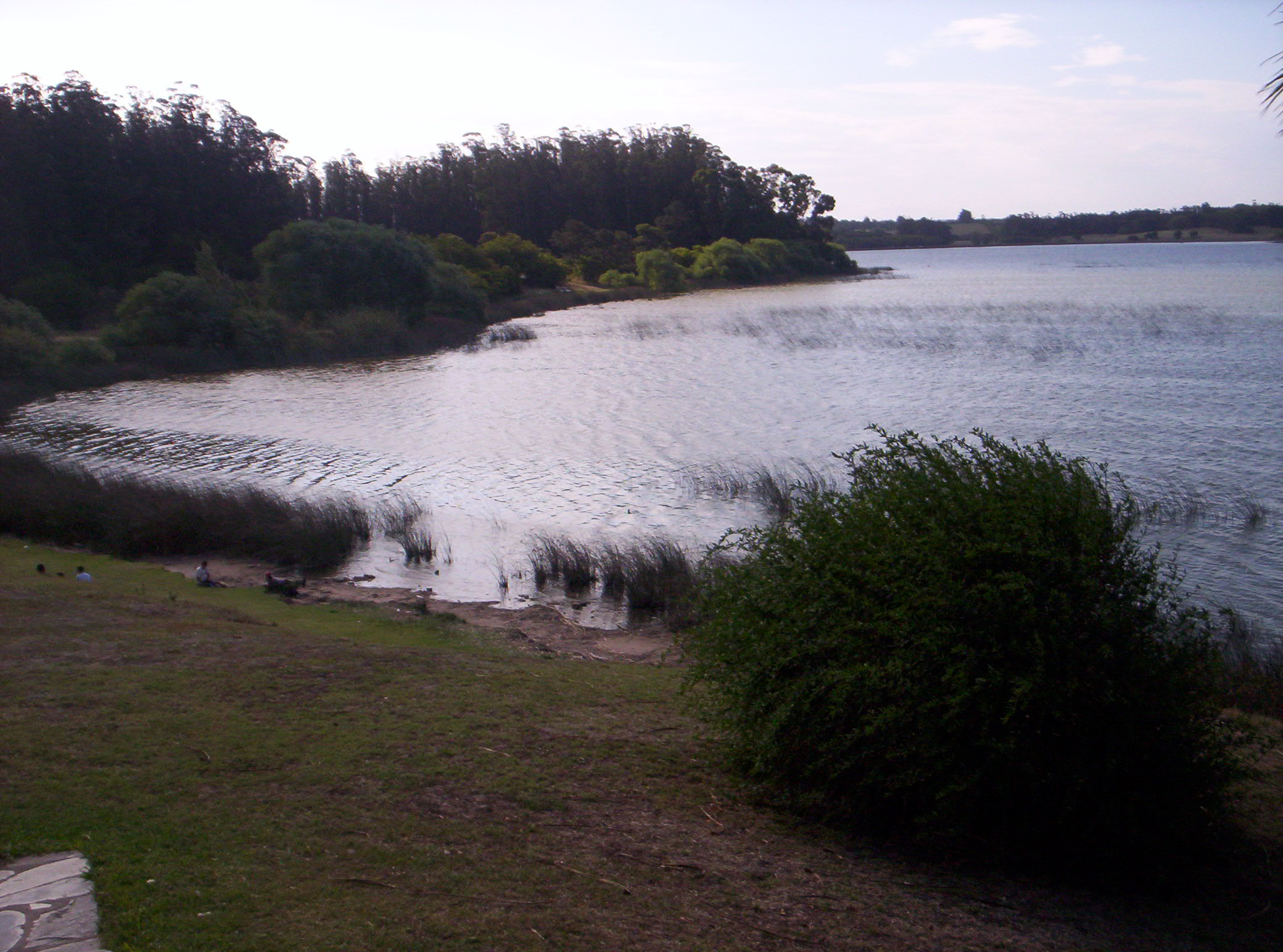
Costa y vegetación de la Laguna de Los Padres

- "Gran-ja Ja": pavos reales, especies de gallinas, vacas, caballos, burros, chivos, cabras, codornices, caballos Falabella (equinos pequeños).
- Museo Municipal José Hernández: en el viejo casco de la Estancia Laguna de los Padres, con el nombre del distinguido huésped por más de una década. Su construcción data de 1885.
- Es de destacar que es una excelente zona para la práctica de la escalada en roca en modalidad "Boulder" Club Andino Mar del Plata.

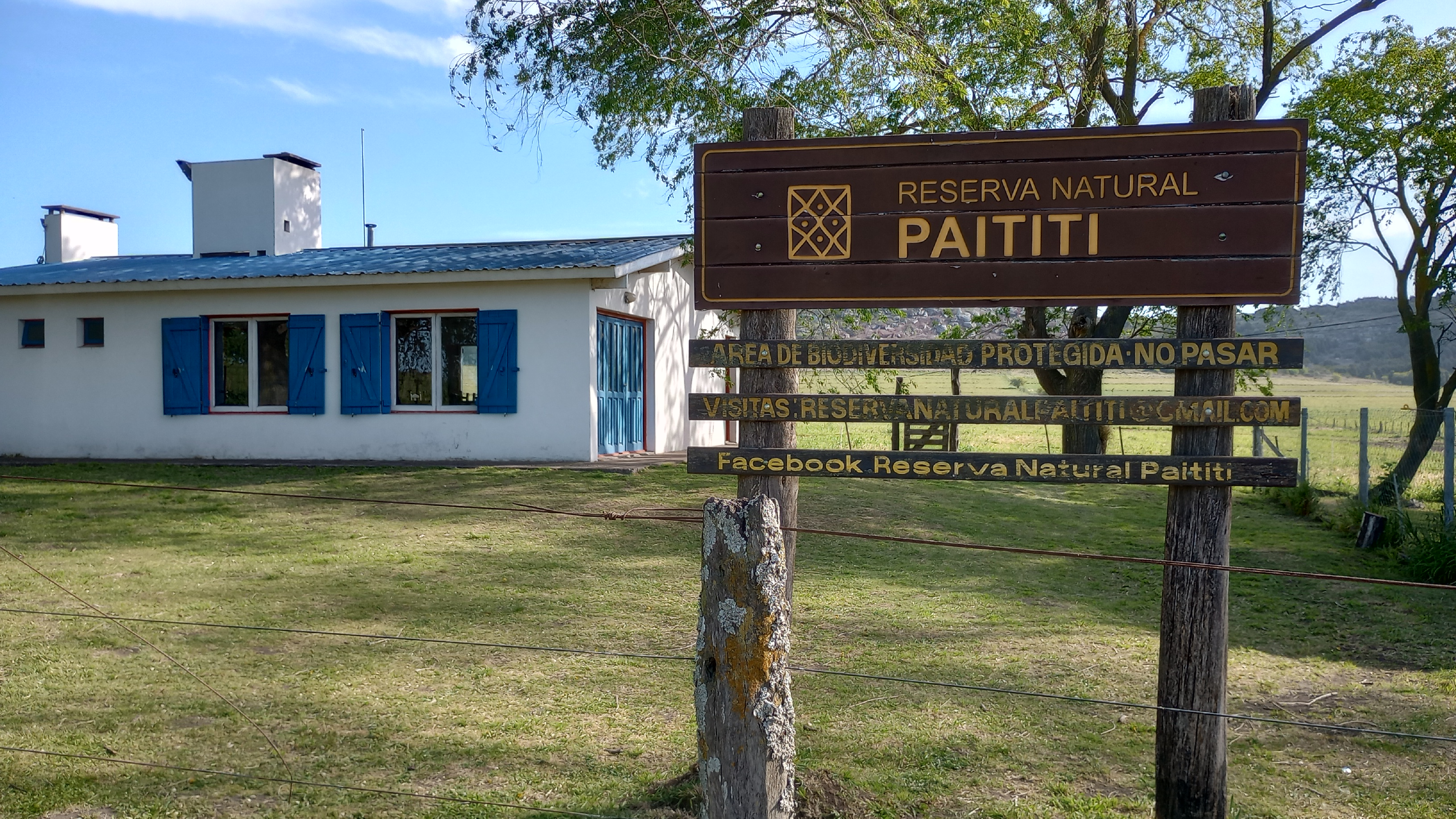
Cartel de entrada a la Reserva Natural Paititi y su centro de interpretación (octubre, 2022).

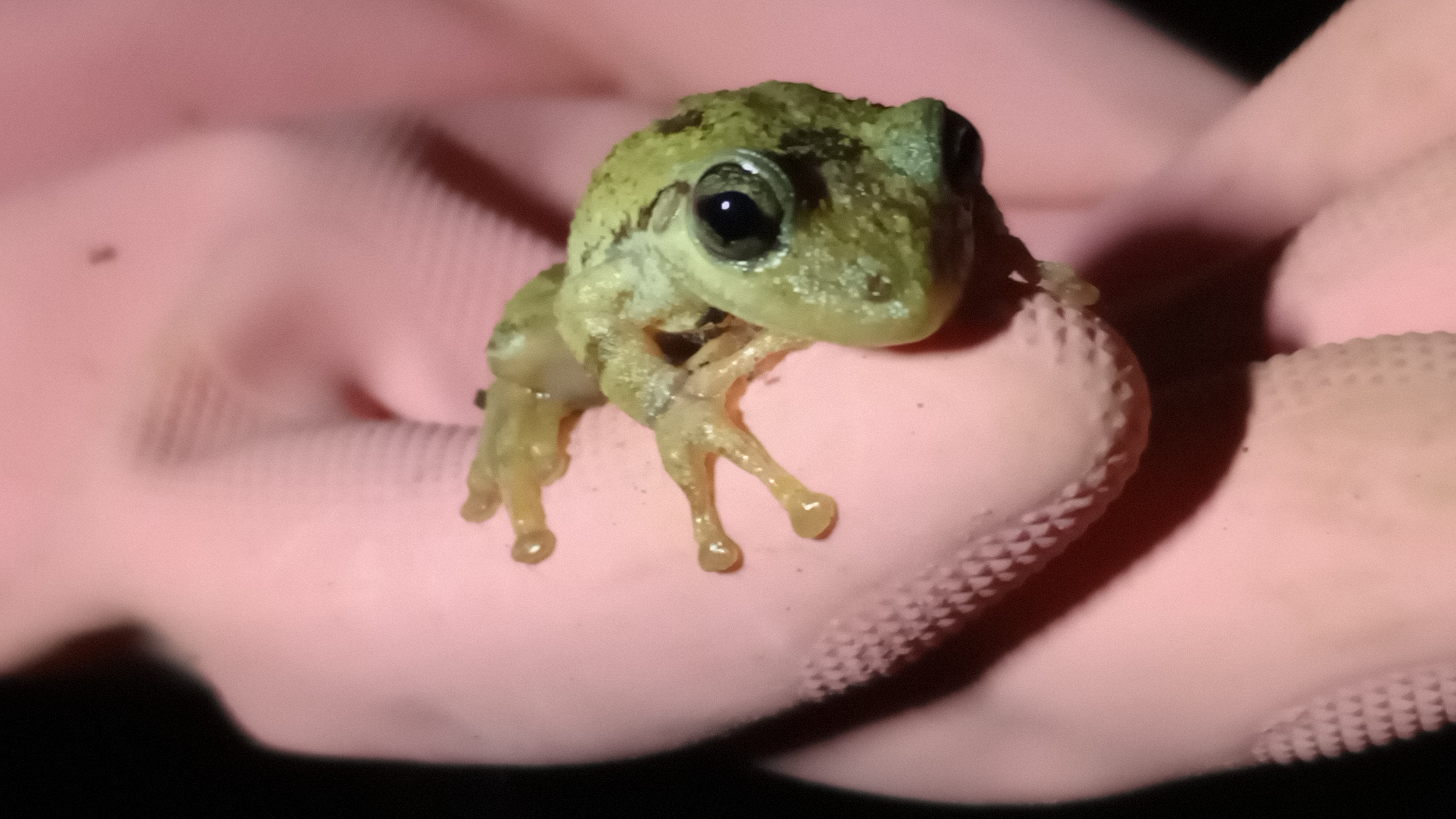
Ejemplar de anfibio (Scinax granulatus) fotografiado en el marco de la actividad de ciencia ciudadana ROA (Red de Observadores de Anfibios) en la Reserva Natural Paititi (15 de octubre de 2022).

### Reserva Natural Paititi
Paititi es una Reserva Natural Privada. Cuenta con un área protegida de sierra y un área de cultivos y ganadería orgánica. En total Paititi tiene 420 hectáreas de superficie de las cuales aproximadamente la mitad están destinadas al área de reserva.
Hoy en Argentina la creación, gestión y manejo de áreas protegidas constituyen una de las acciones fundamentales de conservación de la diversidad biológica a nivel local, provincial, nacional e internacional ya que conservan ecosistemas, preservando la flora, fauna y patrimonio natural de una región.

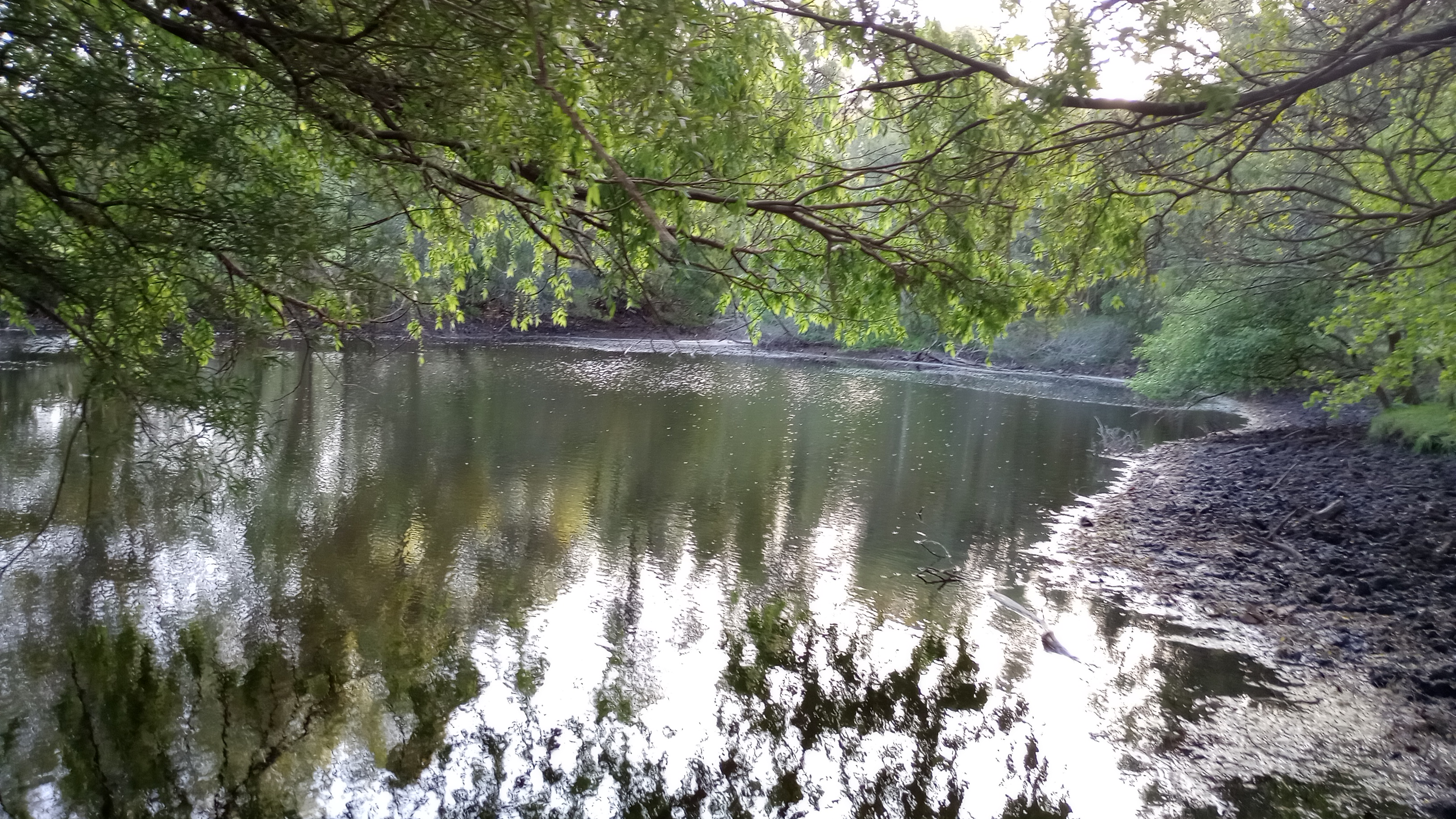
Cuerpo de agua dentro de la Reserva Natural Paititi (octubre de 2022).

En la Reserva Natural Paititi, se dedican a la educación, investigación y conservación de la biodiversidad de especies nativas. Se desarrollan actividades de ecoturismo fomentando el cuidado del ambiente y la diversión sana al aire libre. Como espacio de investigación, la visitan durante todo el año muchos profesionales de diferentes facultades de la Universidad Nacional de Mar del Plata, del INTA y de muchas otras instituciones. Inclusive se realiza observación del cielo, dada la ausencia de contaminación lumínica en las sierras, algo que es cada vez menos posible en las zonas habitadas de Mar del Plata y las mismas zonas turísticas de Sierra de los Padres.. Archivado el 1 de noviembre de 2020 en Wayback Machine.
La Reserva es miembro fundador de la Red Argentina de Reservas Naturales Privadas. Se pueden hacer diferentes actividades recreativas y deportivas. Y posee una casona de campo en la que los visitantes pueden alojarse. Un lugar para conocer a diez minutos del centro de Sierra de los Padres.

### La Copelina

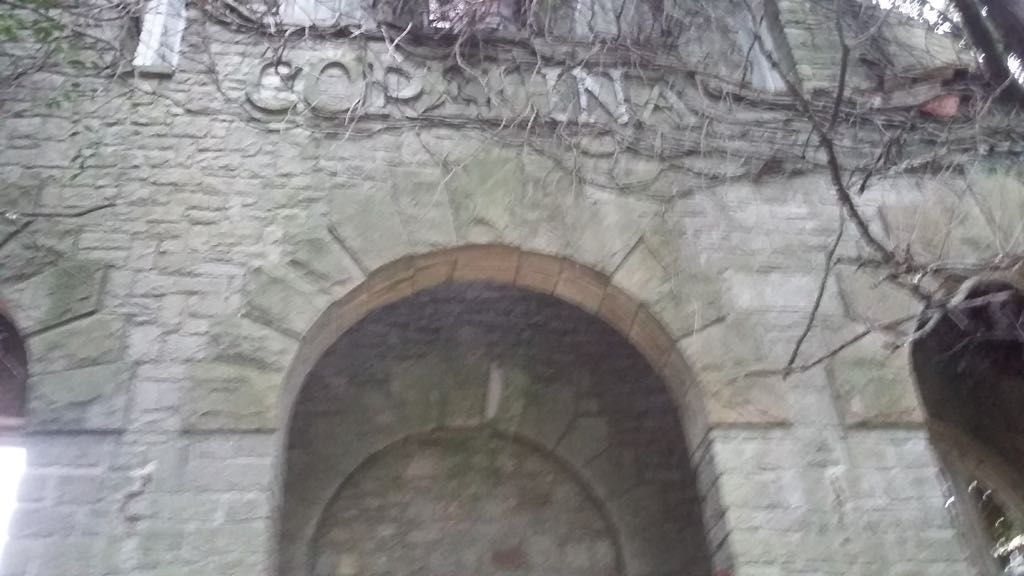
Entrada principal.

La embotelladora de agua mineral La Copelina fue creada el 10 de enero de 1931 por el doctor Manuel V. Carbonell. La fábrica se encuentra a 38 km de Sierra de los Padres y a 55 km de la ciudad de Mar del Plata. El establecimiento se encontraba a la vera de la Ruta 226. La belleza de este lugar y la fertilidad de la tierra de su zona inspiró a grandes empresarios tales como Otto Bemberg, quien compró 1500 ha en 1945 al este de La Copelina. Fueron destinadas a la siembra de lúpulo. Esa es una especie que no nace en cualquier lugar, ya que requiere de minerales especiales de la tierra. El agua de La Copelina contenía flúor natural y era ligeramente radioactiva. No se sabe bien los motivos de su cierre y se puede decir que fue cerca de 1960. Pero hasta la actualidad, no se tiene una verdadera prueba que de la certeza del lugar, y hay decenas de escritos y discusiones, realizados en congresos de historias. El Padre José M. Suárez García es el primero que lo discute y entre otras cosas dice que el historiador Sánchez Labrador se refiere exclusivamente a una loma, mientras que la eminencia a cuya ladera está La Copelina es, por su morfología inconfundible de áspera pendiente, grandes rocas y altura, una sierra similar a la Sierra del Volcán y a las demás de ese grupo orográfico. La fuente de La Copelina, respaldada al noroeste por el espolón mencionado, tiene enfrente un valle pequeño y accidentado de solo 3 km de largo hacia el sudoeste y de 1,2 km y en su mayor anchura, rodeado por la sierra La Quebrada, de 194 m, que avanza del este, de la Sierra de Quince, de 227 m, que cierra el horizonte por el sur y oeste y del cerro 25 de Mayo, de 180 m, que hacia el norte obstruye la boca del valle, dejando solo dos quebradas, por donde se deslizan los caminos hacia las lagunas La Brava, Del Encanto y De las Invernadas. 
Según Fernando Schwartz, tuvo la oportunidad a conocer, a quien fuera mecánico de los vehículos de ese establecimiento, que le comentó que pertenecía a la sociedad Ginocchio/Balbani. Que el establecimiento cerró en la década del 60 por graves problemas económicos y que a la fecha existirían problemas judiciales sucesorios. 

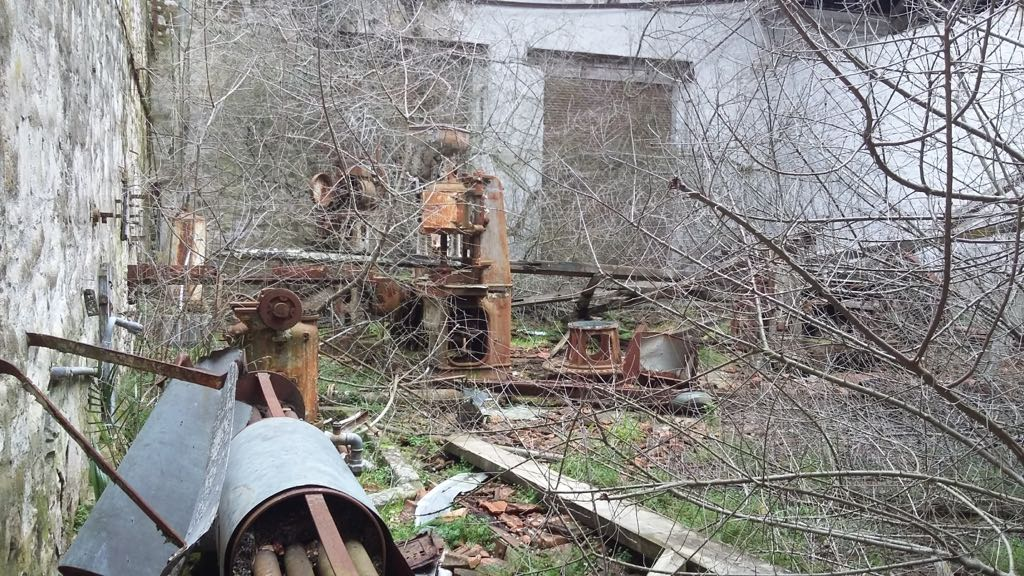
Zona de trabajo.

Marcelo Parodi (hijo del dueño de Sodas Parodi) comentó en Fotos de Familia del Diario La Capital que hacia 1963 / 1962 era muy chico y el papá negoció con La Copelina porque dejaron de embotellar por la rotura de la lavadora de botellas y su familia era dueña de la fábrica y embotelladora de soda Alejandro Parodi e hijos y si mal no recuerda las más grandes.

## Medios de comunicación
En Sierra de los Padres existen dos periódicos tabloides Nueva Sierra y La Gaceta de Sierra de los Padres. También una FM, Radio Nativa que emite bajo la Licencia LRP772 de la Afsca y se puede escuchar en línea y el Canal local Telecuatro. Tanto Nueva Sierra como la FM y el canal de TV pertenecen al lugareño Grupo Sierra que además es propietario de otros medios digitales y televisivos en la Provincia de Buenos Aires. La información turística, comercial e institucional está sintetizada en el Portal Aquí Sierra de los Padres.

## Parroquias de la Iglesia católica en Sierra de los Padres

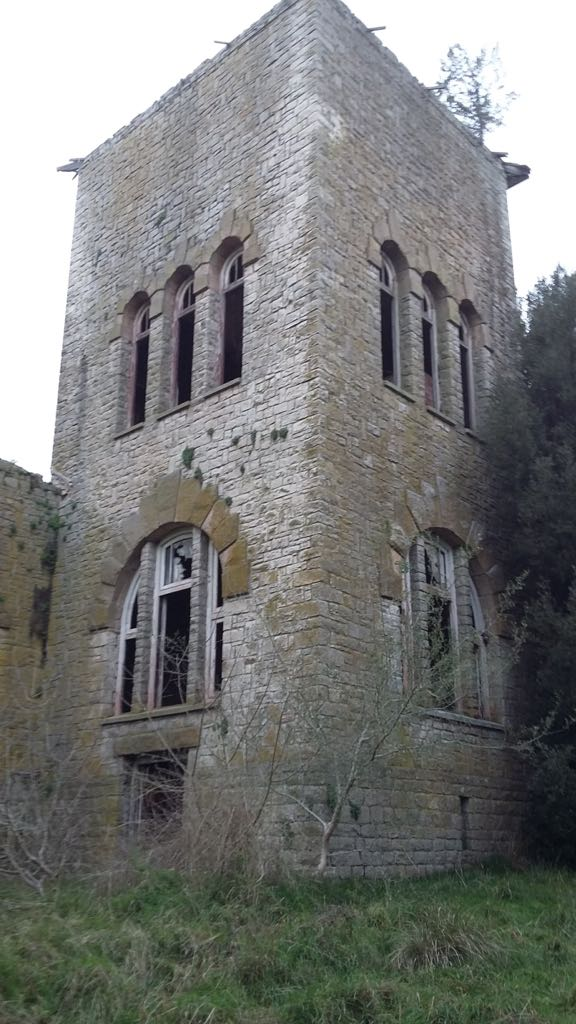
Exterior del edificio de La Copelina.

| Diócesis  | Mar del Plata            |
| --------- | ------------------------ |
| Parroquia | Nuestra Señora del Pilar |